# 2230 Yunnan
2230 Vân Nam (1978 UT1) là một tiểu hành tinh vành đai chính được phát hiện ngày 29 tháng 10 năm 1978 bởi Đài thiên văn Tử Kim Sơn ở Nam Kinh.
Tiểu hành tinh được đặt theo tên tỉnh Vân Nam (Yunnan) của Trung Quốc.